# Metropolis Pt. 2: Scenes from a Memory
Metropolis Pt. 2: Scenes from a Memory er det femte studiealbum af det amerikanske metal-band, Dream Theater. Albummet er et koncept-album som fortæller om en mand ved navn Nicholas, som finder ud af at han var en pige ved navn Victoria Page, i et sidste liv.
Scenes from a Memory blev indspillet i BearTracks Studios i New York, og udgivet i oktober, 1999. Albummet fortsætter sangen "Metropolis, Pt. 1: The Miracle and the Sleeper" som var på albummet Images and Words. Det er også begyndelsen på det som fans kaldte "the Meta Album". "The Meta Album" varede fra Scenes from a Memory til Octavarium (2005). Octavarium afslutter "the Meta Album" ved at have den samme klaver-tone i starten og slutningen af albummet, og ved at den sidste linje er "The story ends where it began".

## Trackliste

### Act I
| #  | Titel                                        | Længde |
| -- | -------------------------------------------- | ------ |
| 1. | "Scene One: Regression"                      | 2:06   |
| 2. | "Scene Two: I. Overture 1928" (Instrumental) | 3:37   |
| 3. | "Scene Two: II. Strange Déjà Vu"             | 5:12   |
| 4. | "Scene Three: I. Through My Words"           | 1:02   |
| 5. | "Scene Three: II. Fatal Tragedy"             | 6:49   |
| 6. | "Scene Four: Beyond This Life"               | 11:22  |
| 7. | "Scene Five: Through Her Eyes"               | 5:29   |

### Act II
| 8.    | "Scene Six: Home"                                      | 12:53 |
| 9.    | "Scene Seven: I. The Dance of Eternity" (Instrumental) | 6:13  |
| 10.   | "Scene Seven: II. One Last Time"                       | 3:46  |
| 11.   | "Scene Eight: The Spirit Carries On"                   | 6:38  |
| 12.   | "Scene Nine: Finally Free"                             | 11:59 |
| 77:06 |                                                        |       |